# Cnodocentron pallas
Cnodocentron pallas is een schietmot uit de familie Xiphocentronidae. De soort komt voor in het Neotropisch gebied.